# 일본 우주항공연구개발기구

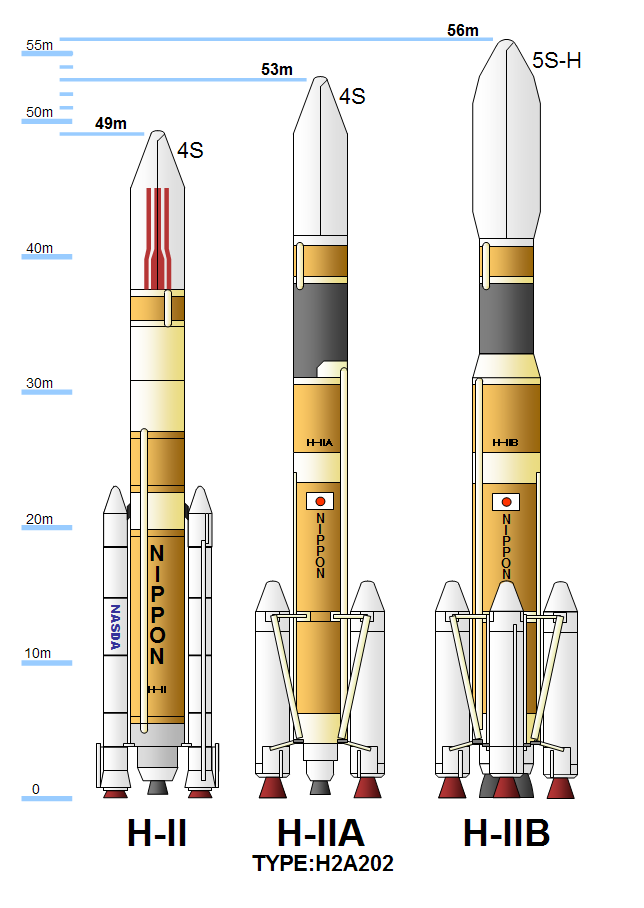
H-II, H-IIA, H-IIB

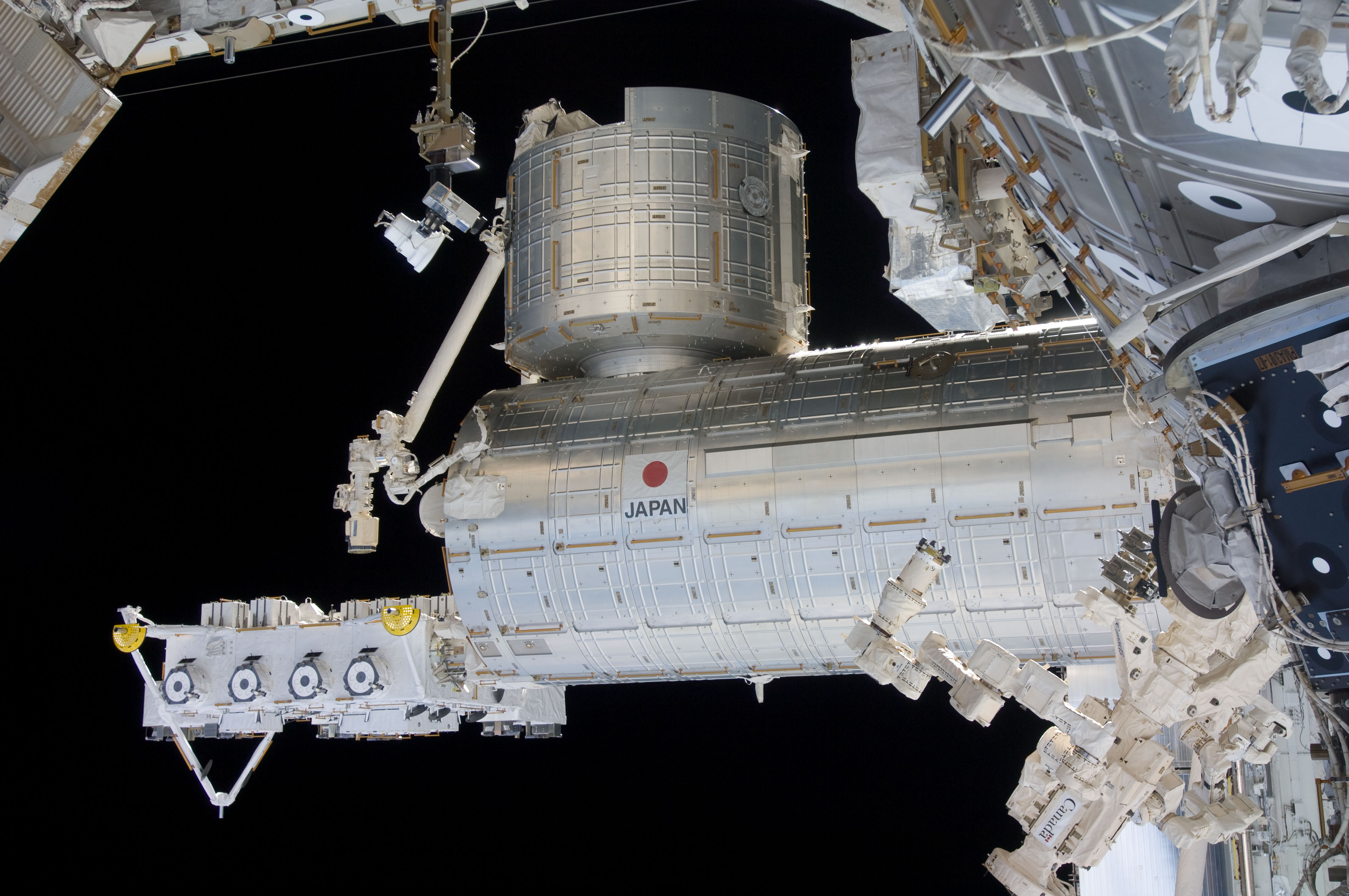
키보

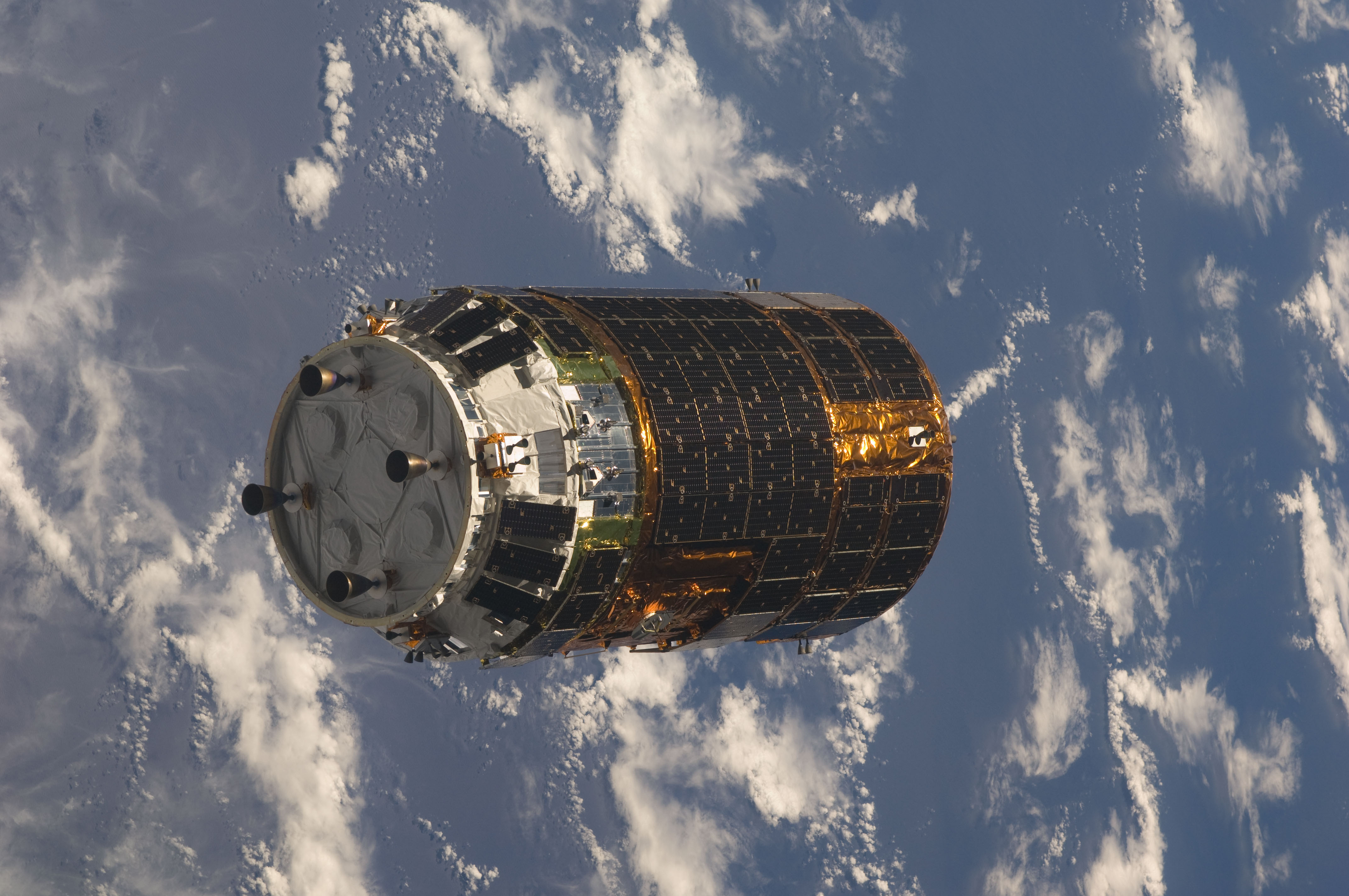
HTV

국립연구개발법인 우주항공연구기구(일본어: 国立研究開発法人宇宙航空研究開発機構 고쿠리쓰켄큐우카이하쓰호진우추코쿠켄큐우카이하쓰키코[*], 영어: Japan Aerospace eXploration Agency, JAXA)는 일본의 우주 개발 정책을 담당하는 일본 문부과학성 소속 독립 행정 법인 기관이다.

## 역사
2003년 전까지 여러 우주 개발 정책 기구였던 문부과학성 우주과학연구소(ISAS), 항공우주기술연구소(NAL), 우주개발사업단(NASDA)를 통합하여 만들어졌다. 독립 행정 법인으로는 최대 규모의 기관이다. 본부는 도쿄도 조후시 구 항공우주기술연구소 본부에 있다. 박사 과정만을 담당하는 종합연구대학원 대학에 참가하고 있다. 공식 명칭이 길기 때문에, 일본 언론에서는 우주 기구, 우주 항공 기구 등의 적당한 약칭으로 불린다.
2차대전 이후 우주개발이 7년 동안 금지되었지만, 1955년 로켓 발사 실험을 성공적으로 이뤄냈다. 일본이 동아시아 국가들 중에서 우주 과학 분야에서 앞선 건 이미 1970~1980년대부터 꾸준히 미국 NASA와 공동개발 등을 통해 습득된 경험과 기술과 많은 예산에서 비롯되었다. 그리고 장기적인 전략을 수립하고 정치적인 이슈와 분리해서 진행하는 분위기이기 때문이다.

## 일본의 우주개발
일본이 개발한 우주실험 시설 키보과, 우주화물선HTV를 운용하고 있다. 2010년 6월 하야부사가 세계 최초로 달 이외의 천체 물질 (소행성 25143 이토카와의 물질)을 채취 해 지구로 귀환했다. 2010년 7월 이카로스가 세계 최초로 우주 공간에서 태양 범선 추진을 성공시켰다. 월탐사기, 태양계탐사기, 태양관측위성, X선천문위성, 적외선천문위성, 통신위성등, 많은 인공 위성이나 탐사기를 발사하고 있다.
GPM Core Observatory 이 위성은 레이다 기상관측위성으로 미국, 일본, 인도, 유럽연합의 우주기구가 추진하는 전지구 실시간 강수 관측(GPM) 프로젝트의 중핵이자 최정점에 위치한다. 여기에 탑재되는 레이다는 Ka/Ku 이중 대역 주파수를 사용하는 3차원 스캔 듀얼 밴드 레이다로서 3시간마다 전세계 상공에 떠 있는 구름 속의 모든 빗방울과 눈송이의 크기를 측정하여 강수 확률을 지구상의 그 어떤 기상 레이다보다도 정확히 예측하는 역할을 수행한다. 이 위성은 미국 NASA와 일본 JAXA가 공동개발했으나 핵심장비인 듀얼밴드 레이다는 일본 측이 개발했다. STARS-II 이 위성은 세계최초의 우주쓰레기 청소위성이다. 이 위성은 일본 카가와 대학과 JAXA가 개발한 것으로 본체위성과 자식위성 사이를 길이 300m의 알루미늄 끈이 연결하고 있는 구조로서 자식위성은 본체위성과 상관없이 끈에 연결된 채 자유자재로 위치와 자세를 제어 할 수 있다. 이 자식위성의 자세, 위치제어 기술은 2009년 1월 발사된 KUKAI란 위성에서 성공적으로 실증되었다. 청소 방식은 자식위성이 우주쓰레기로 다가가 붙잡으면 본체는 이를 지구 쪽으로 늘어뜨려 전류를 알루미늄 끈을 따라 아랫쪽으로 흘린다. 그러면 붙잡힌 우주쓰레기는 로렌츠의 힘이라는 물리 법칙에 따라 공전 속도가 줄게되어 결국 대기권으로 추락하게 된다. STARS-II 위성은 시뮬레이션에 의하면 고도 800km의 3~4톤 짜리 "쓰레기"를 대기권으로 추락시키는데 단 5개월이면 가능하다. 알루미늄 끈의 길이가 길수록 전류의 세기가 셀 수록 더 큰 위성도 더 빨리 처리할 수 있다. 청소위성은 우주쓰레기와 함께 추락하지 않고 전류를 반대로 흘려 궤도를 높이고 태양광 패널로 다시 충전한 후 반복작업을 수행하기 때문에 유럽이나 러시아 등이 계획하는 1회용 동반자살 위성보다 훨씬 경제적으로 임무를 수행할 수 있다. 이 두 위성은 2014년 2월 27일 H-2A 로켓 23호기에 실려 함께 발사될 예정이다.
하야부사 2 탐사선이 2014년 7월 발사가 계획되어 있다. 2010년 인류 최초로 소행성 샘플을 채취해 60억km를 왕복하고 지구로 귀환한 하야부사의 후속 탐사선으로 선대 탐사선이 쇠구슬만으로 표면만을 채집한 것과 달리 이번 탐사선은 성형작약탄두로 소행성을 폭격하여 내부의 토양도 채집할 계획이다. 초저고도 위성은 지구 LEO(500 km)보다 더 낮은 곳에 위치하는 위성으로 위 하야부사에 탑재되는 이온엔진을 응용해 200~300 km 사이에서 고도를 변환하며 자유롭게 비행할 수 있으며 400kg의 소형체급에서도 저궤도에 위치한 이점을 살려 해상도 10~20cm급으로 지구 관측을 할 수 있고 또한 관측 정확도가 향상되어 지금까지 위성으로는 어려웠던 임무를 수행할 수 있을 것이라고 한다. JAXA는 이 위성의 설계를 2013년에 완료했고 2014년부터 제작에 착수해 2016년 발사할 예정이다.
2024년 1월 20일, 일본이 달에 무인 탐사선을 착륙시키는데 성공하였다.

## 같이 보기
- 일본의 항공우주개발 연혁
- 한국항공우주연구원(KARI)
- 미국항공우주국(NASA)
- 러시아연방우주국(Roscosmos)
- 유럽우주국(ESA)
- 중국국가항천국(CNSA)
- 인도우주연구기구(ISRO)
- 각 국의 우주개발 전담 부서 (영어)